# Artabasde
Pour les articles homonymes, voir Artavazde.
Artabasde ou Artavasde (en grec Ἀρταύασδος ou Ἀρτάβασδος, en arménien Արտավազդ), latinisé en Artabasdus, est un usurpateur de l'Empire d'Orient. Général byzantin d'origine arménienne, il s'empare du trône de juillet 741 au 2 novembre 743. Son règne constitue une usurpation du trône de Constantin V, qui avait conservé le contrôle de plusieurs thèmes en Asie mineure.

## Biographie

### Origine et ascension
Il est souvent considéré par les historiens modernes comme un Arménien d'après son prénom (une forme hellénisée de Artavazd). Celui-ci pousse le généalogiste Christian Settipani à rattacher Artabasde à la famille Mamikonian en lui proposant Philippicos pour oncle. Mais selon l'historienne de l'Arménie médiévale Nina Garsoïan, la thèse du lien d'Artabasde avec d'autres nobles arméno-byzantins de la famille des Mamikonian « aussi attrayante qu'elle soit […] ne peut être prouvée, faute de sources ». Selon d'autres historiens, il n’était pas un Mamikonian mais un Arsacide.

### Usurpation
Général byzantin, il est nommé stratège des Arméniaques par Anastase II et est curopalate en 717. Il est l'un des plus proches partisans de Léon III l'Isaurien quand celui-ci prend le pouvoir en 717. Il épouse Anna, l'une des filles de Léon, ce qui fait de lui l'héritier présomptif, mais la naissance de Constantin V en 718 lui retire l'espoir de régner. Néanmoins, il fait partie des principaux dignitaires du régime puisque Léon III le nomme comte de l'Opsikion, soit le commandant des troupes les plus proches de Constantinople. À l'avènement de son beau-frère en 741, il se révolte avec le soutien des troupes des Arméniaques et de l'Opsikion, deux des principaux corps d'armée byzantins. La chronologie exacte des événements est débattue car Théophane le Confesseur la situe entre 742 et 743, et le patriarche Nicéphore entre 741 et 742. Les historiens modernes estiment généralement que les deux hommes ont partiellement raison et que l'usurpation d'Artabasde va de 741 à 743,.
Quoi qu'il en soit, Artabasde profite de ce que Constantin se rend en Asie Mineure pour combattre les musulmans pour déclencher son soulèvement. Il surprend et vainc assez aisément les troupes impériales inférieures en nombre près de Dorylée, tuant notamment Beser, proche de Constantin. Néanmoins, celui-ci parvient à s'échapper vers Amorium où il rallie les troupes loyalistes, principalement issues du thème des Anatoliques, commandé par Longinus, et du thème des Thracésiens, dirigé par Sisinios, souvent rivaux des Arméniaques. Artabasde choisit de prendre Constantinople plutôt que de combattre Constantin V et fait courir la rumeur de la mort de celui-ci pour rallier des partisans, dont le patriarche de Constantinople ou le magistros Théophane Monutiès, alors chargé du gouvernement de l'Empire en l'absence de Constantin. S'il a été dépeint par les chroniqueurs byzantins comme un partisan des images face à l'iconoclasme de Constantin V, ralliant de ce fait les personnalités iconodules, peu de preuves attestent les motivations religieuses d'Artabasde.

### Un règne court jusqu'à la chute

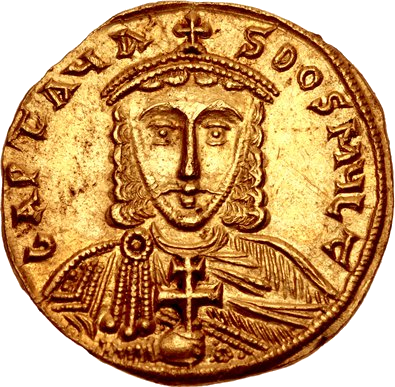
Solidus à l'effigie d'Artabase, qui tient la croix patriarcale. Une seule pièce, datée d'avant le couronnement de son fils Nicéphore comme coempereur, a été retrouvée.

Il n'est pas exclu qu'il ait été couronné empereur par le patriarche. Il associe son premier fils, Nicéphore, sur le trône. La correspondance papale atteste sa reconnaissance par le Saint-Siège.
Il émet diverses pièces de monnaie à son effigie. Quelques pièces ont subsisté, dont une seule date d'avant l'association au trône de son fils Nicéphore. Sur ce nomisma, Artabasde est représenté avec une croix patriarcale, à la différence des attributs souvent présents sur les monnaies byzantines d'alors. En revanche, avec son fils Nicéphore, il apparaît avec l'orbe crucigère et l’akakia, reprenant l'iconographie traditionnelle. De même, il n'apporte pas de changement au style du miliarésion, la monnaie d'argent apparue sous Léon III.
En dépit de ces signes d'autorité, la survie de Constantin V pose d'emblée la question de la légitimité d'Artabasde. Celui-ci tente de réagir. Il nomme son fils Nicétas à la tête des Arméniaques, et lui-même dirige son armée vers son concurrent. Les deux armées se rencontrent près de Sardis en mai 742. La bataille est remportée par Constantin, qui s'empare d'un important butin et contraint Artabasde à la fuite vers Constantinople. En août, c'est au tour de Nicétas d'être vaincu près de Modrine. Si les deux armées souffrent de pertes importantes, Constantin confirme son ascendant.
Bientôt, Artabasde se retrouve assiégé. Il tente une sortie infructueuse, lors de laquelle Théophane Monutès perd la vie, tandis que son fils, qui est parvenu à s'enfuir et à rallier d'autres troupes, est vaincu et capturé près de Nicomédie. Sans soutien, Artabasde finit par céder le 2 novembre 743 lors d'un assaut des troupes de Constantin V. Il parvient à s'enfuir dans la région du thème de l'Opsikion où, avec quelques partisans, il se retranche dans une forteresse. Sans perspective de soutien ou de ravitaillement, il est finalement contraint à la reddition dès la fin de l'année ou le début de l'année suivante.
Artabasde et ses fils sont aveuglés, une pratique qui les prive de toute légitimité à convoiter le trône. Contraints à défiler publiquement, ils sont ensuite relégués dans le monastère de Saint-Sauveur-in-Chora, à Constantinople. En-dehors de ce châtiment, la répression de Constantin à l'égard des principaux partisans d'Artabasde reste modérée, même s'il a probablement humilié le patriarche en le faisant défiler sur un âne, sans pour autant le démettre de son office. Cette punition est peut-être une invention de Théophane le Confesseur destinée à discréditer un patriarche trop proche de l'iconoclasme.
Artabasde est aussi le cousin de Tiridate (vers 700 † 743), patrice en 743.

## Famille
Anna et Artabasde ont neuf enfants :
- Nicétas, stratège du thème des Arméniaques ;
- Nicéphore, co-empereur de 741 à 743 ;
- sept autres enfants de noms inconnus.

Nicétas est l'aîné des enfants d'Anna et d'Artabasde. Dans les écrits Chronographikon syntomon du patriarche Nicéphore Ier de Constantinople, son nom est en effet mentionné avant celui de Nicéphore. Cette particularité a conduit le byzantiniste Paul Speck (de), dans sa biographie d'Artabasde, à suggérer que Nicétas était le fils aîné de la fratrie, mais né d'un précédent mariage d'Artabasde, Nicéphore étant le fils aîné d'Anna.